# نش رامبلر

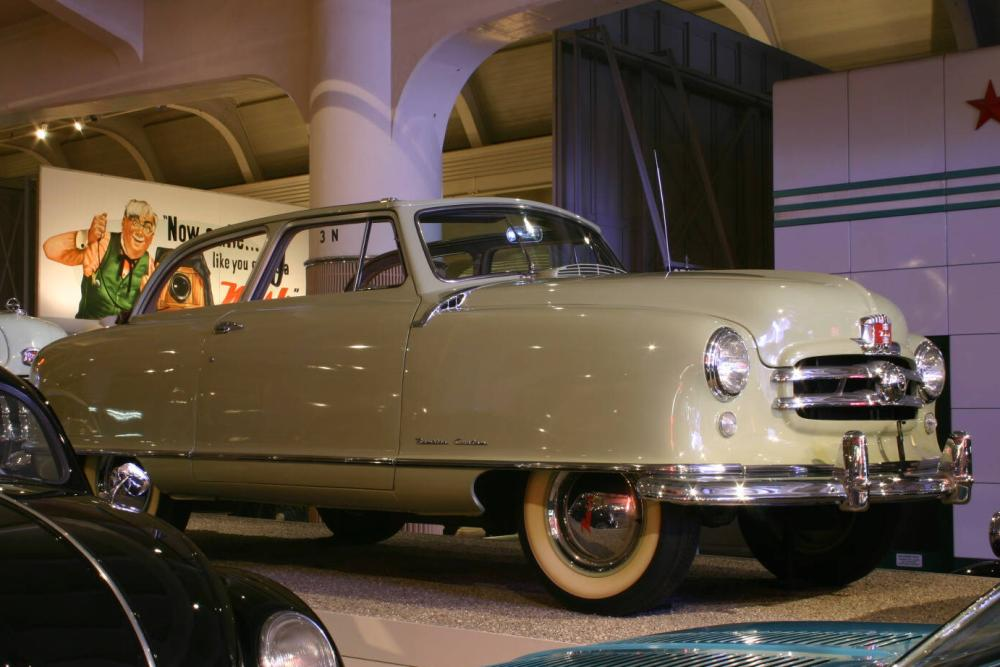

ناش رامبلر (Nash Rambler) خودرویی است که در سال‌های ۱۹۵۰ تا ۱۹۵۵در ایالات متحده آمریکا تولید شده‌است. طراحی آن خودروهای موتور جلو-محور عقب بوده است.